# Druhá občanská válka v Libyi
Druhá občanská válka v Libyi byl ozbrojený konflikt (od roku 2020 platí příměří), který vypukl v roce 2014 v Libyi, ve kterém proti sobě stály povstalecké a islamistické síly, které zformovala první občanská válka. Konflikt trval celkem 6 let a 5 měsíců.

## Vypuknutí války
Na počátku roku 2014 byla Libye řízena Všeobecným národním kongresem, který ovládli islamisté poté, co byl v červnu 2013 Núrí abú Sahmajn zvolen předsedou VNK. Ten zneužil své pravomoci k potlačení diskuse a jednání kongresu. V prosinci 2013 VNK hlasoval pro přijetí práva šaría. V lednu 2014 VNK nedostál své povinnosti odstoupit na konci svého mandátu a jednostranně si tak uzurpoval moc. 14. února 2014 nařídil generál Chalífa Haftar rozpuštění kongresu a požadoval sestavení komise úřednické vlády, která by dohlížela na nové volby. Jeho požadavky však byly ignorovány.
Konflikt započal o měsíc později, když 16. května 2014 síly věrné generálu Haftarovi zahájily rozsáhlou pozemní a vzdušnou ofenzivu proti islamistům v Benghází, přezdívanou Operace důstojnost (arabsky عملية الكرامة‎). O dva dny později se Haftar pokusil rozpustit VNK v Tripolisu. Konflikt zabránil VNK zablokovat nové volby 25. června 2014. Tyto volby měly za důsledek vytvoření Rady poslanců namísto VNK a vyústily v drtivou porážku islamistů. Konflikt eskaloval 13. července, kdy islamisté, reagující na drtivou porážku islamistických politiků, zahájili Operaci Libyjský úsvit, která měla za cíl dobýt mezinárodní letiště v Tripolisu. Po 41 dnech bojů islamisté dne 23. srpna letiště dobyli.
Dne 25. srpna 2014 se bývalí členové VNK, kteří nebyli znovuzvoleni v roce 2014, znovu sešli a odhlasovali si, že nahradí nově zvolenou Radu sněmovny. Ve druhé polovině roku 2014 probíhaly boje o Benghází, druhé největší město v zemi, mezi jednotkami generála Haftara a islamisty.
Na stranu Sněmovny reprezentantů se postavil Egypt, finanční a zbrojní podporu poskytlo Rusko i prozápadní Sáudská Arábie, Spojené arabské emiráty a Francie. Mezinárodně uznanou vládu v Tripolisu naopak podpořily USA, EU, Turecko a západní sousedé (Tunisko a Alžírsko).
V květnu 2014 islamisté z Islámského státu dobyli Benghází, říjnu ovládli město Darná na východě Libye. Nedokázali však provést ofenzívu hluboko do vnitrozemí.
Dne 31. července 2014 byla v důsledku probíhajících bojů evakuována česká ambasáda v Libyi.

## Boje mezi Haftarovou armádou a vládou.

### Začátek války a boje v letech 2014-2018
V červenci-srpnu 2014 se podařilo vládním jednotkám porazit Zintánské brigády, bojující na straně Libyjské národní armády, v bitvě o Tripolské letiště. Následujících zhruba dva a půl roku, kdy vrcholily boje proti islamistům, neprobíhaly na této frontě klíčové bitvy. 3. března 2017 zahájili bengházští revolucionáři, bojující na straně vlády, ofenzívu v zálivu Sidra, po šesti dnech se však příliv obrátil a 14. března stáli Haftarovi vojáci na svých původních pozicích. 11. června 2018 zahájili šúrové druhou ofenzívu, přičemž se jim podařilo dobýt města Ras Lanuf a Sidra. 17. června však Haftarovci zahájili protiofenzivu, která revolucionářům 21. června sebrala obě dobytá města. Konec roku 2018 přinesl drobná vítězství LNA:17. prosince Haftarovci dobyli hrad Saddada a 27. prosince si připsali vítězství v bitvě o Traghan.

### Vrchol bojů
Klíčové roky války byly 2019 a 2020. V lednu až dubnu provedla LNA úspěšnou jiholibyjskou ofenzívu, která začala 16. ledna. 4. února padlo město Sabha, následně LNA dobyla okolní ropná pole, ale na začátku dubna Haftar stáhnul část vojsk na sever proti Tripolisu, čímž jižní tažení, které po obsazení ropných polí ztratilo smysl, ukončil. Nová ofenzíva, jejímž cílem bylo dobýt hlavní město Tripolis a ukončit tím válku, začala 4. dubna 2019 obsazením Gharyanu LNA. Následující den Haftarovci dobyli Qasr bin Ghashir a dvě další města a táhli na Tripolis. Největší bitva války však nabrala pomalejší spád, přičemž obě strany nyní používaly zejména letectvo, dělostřelectvo, rakety a drony. 6. 1. 2020 LNA dobyla Syrtu a uznaná vláda nyní bojovala o holou existenci. 26. března dobyla LNA další čtyři města, ovšem během dubna, května a na začátku června vláda postupně vytlačila LNA s pomocí tureckých dronů až k Sirtě. 6.–11. června proběhla Středolibyjská ofenzíva vládních vojsk, kterou se LNA podařilo s podporou Egypta a Wagnerovy skupiny zastavit až v centru Syrty. 26.–27. června Wagnerova skupina obsadila ropná pole El Sharara, největší v Libyi. 4. července neznámá letadla vybombardovala vládní leteckou základnu Al-Watiya s tureckou technikou, kde zranila několik tureckých vojáků. 12. srpna letectvo LNA zlikvidovalo vládní ozbrojený konvoj. 21. srpna se obě strany dohodly na příměří.     

### Intervence cizích mocností během války
Turecko kromě dodávek zbrání také zaplatilo syrské žoldnéře ze Svobodné syrské armády, kteří šli bojovat na straně vlády. Naopak Rusové platí syrské šíitské žoldnéře, kteří dříve bojovali proti syrským povstalcům a IS v syrské občanské válce. 13. července 2020 Turecko varovalo Haftara, že pokud neustoupí, nasadí proti němu armádu. O devět dní později vyslal Egypt část svých jednotek do Libye, čímž hrozilo nebezpečí přímé války Egypta a Turecka.      

## Boje o Benghází

### První bitva o Benghází a bitva o letiště Benin
Dne 16. května 2014 vypukla bitva o Benghází mezi LNA a Radou šúry revolucionářů Benghází, která skončila 29. července dobytím základny libyjských speciálních jednotek revolucionáři, kteří tím získali kontrolu nad celým městem. 1. srpna zahájili útok proti letišti bengházskému letišti Benin, který byl ale odražen. V září se znovu pokusili dobýt letiště, ale opět marně, a 15. října byli zatlačeni zpět do centra Benghází, které se jim však podařilo před útoky LNA bránit další tři roky.  

### Druhá bitva o Benghází (2014–2017)
Nejdelší bitva války začala 15. října po porážce šúrského tažení na Beninu, přičemž velitel speciálních sil Wanis Bukhamada již 31. října prohlásil, že se jeho vojákům podařilo osvobodit čtyři pětiny města. 18. ledna 2015 již zbývala islamistům pouhá desetina města a 9. února speciální síly prohlásily, že dobyly vojenskou základnu na cestě k letišti. Ovšem od té doby nedocházelo k větším posunům fronty. Současně probíhaly boje proti šúrům jižně od Benghází, které 1. června zahájily ofenzivu proti Benghází. 10. července 2016 podle jejich médií dobyli Sultan a přibližovali se k Benghází. LNA však byla podporovaná francouzským letectvem, díky čemuž se jí podařilo zahnat bengházské revolucionáře zpět. Haftarovci poté zahájili úspěšný útok proti okresu Gwarsha, který se jim podařilo zcela dobýt. Následně byly zlikvidovány všechny islámistické síly jižně od města. 28. března 2017 začala finální fáze bitvy, kdy LNA postupně dobávala jednotlivé čtvrti, ulice a domy okupované islamisty.  30. prosince bylo město kompletně pod kontrolou LNA.  
Šúra poté bojovala na straně Vlády národní dohody během bojů v zálivu Sidra.

## Boje o Sirtu

### Úspěchy IS
Ve dnech 8.–9. března 2015 došlo k bitvě o Nofaliya, ve které IS porazil vládní síly. Po ovládnutí Nofaliye IS rychle dobyl Sirtu. 14. května vypukla první bitva o Sirtu. Trvala do 31. května, kdy vládní vojska osvobodila Nafaliyi, ale IS získal kontrolu nad celou Sirtou. 27. dubna 2016 dosáhli bojovníci IS  vítězství v bitvě o Misrata. 4. května dobyli Bin Jawad.   

### Dobývání města
Dne 12. května 2016 začala ofenzíva Vláda národní dohody (VNA). 2. června dobyla leteckou základnu Ghardabiya, o několik dní později však byla zatlačena zpátky. Jinde na předměstí ovšem slavila úspěchy. 1. srpna VNA spolu s americkým letectvem a námořnictvem zahájila bombardovací operaci Odysseův blesk, při níž byl zabit Qusai al-Jaili, jeden z velitelů IS. Finální bitva dostala krycí název Macmadas a začala 12. srpna. V říjnu bylo území ovládané IS rozděleno na dvě poloviny, poslední boje utichly 6. prosince 2016.

## Boje o Dernu

### Boje proti Islámskému státu
Poté, co IS ovládl město 5. října 2014, došlo k bombardování města letectvem LNA, egyptským i americkým. V březnu 2015 LNA zahájila obléhaní města a připravovala se na ofenzívu, ke které ale nedošlo, jelikož v červnu-červenci Dernská rada šúry vytlačila IS z města do al-Fatayeh. 13. listopadu se americké letectvo neúspěšně pokusilo zabít velitele IS v Libyi Abu Nabila al-Anbariho. Do 21. dubna 2016 se bojovníci IS definitivně stáhli z al-Fatyah.

### Boje proti dernské šúře
V srpnu 2016 zahájila LNA obléhání města, které bylo ovládané šúrou. V srpnu 2017 v reakci na popravu plukovníka letectva LNA Adela Jehaniho bylo město kompletně odříznuto od světa. 7. května 2018 zahájila LNA definitivní likvidaci obklíčených mudžáhidů . Dobytí města bylo ohlášeno 28 června, ovšem boje pokračovaly do 12. února 2019.  